# George Wiedemann
Johann Georg Theodor Wiedemann, später nur noch George Wiedemann (* 2. Februar 1833 in Eisenach; † 25. Mai 1890 in Newport, Kentucky), war ein deutscher Brauer und Mitbesitzer der Jefferson Street Brewery, die später als Wiedemann Brewing Company bekannt wurde.

## Biographie
Johann Georg Theodor Wiedemann war der Sohn des Hufschmiedes Johannes Wiedemann und dessen Ehefrau Barbara Maria Schonert. Er emigrierte im Jahr 1855 in die USA. Dort arbeitete er als Brauer in Williamsburg im Bundesstaat New York und in Louisville. Bis zum Ende der 1850er Jahre arbeitete er unter anderem auch für die Brauerei Jacob Eichenlaubs in Walnut Hills. 1860 war Wiedemann Vorarbeiter in der Kauffman Brewery in Cincinnati.
1870 zog er nach Newport im Bundesstaat Kentucky und stieg in die Jefferson Street Brewery John Butchers ein. Acht Jahre später kaufte er die Anteile Butchers und war somit alleiniger Besitzer. 1890 meldete Wiedemann die Brauerei offiziell als Wiedemann Brewing Company an. Im Mai desselben Jahres starb Wiedemann. Seine Söhne George Jr. und Charles übernahmen die Leitung des Betriebs. Zu dieser Zeit war das Unternehmen mit einem Jahresausstoß von 100.000 Barrel Bier die größte Brauerei im Bundesstaat Kentucky.
Wiedemann liegt auf dem Evergreen Cemetery in Southgate (Kentucky) begraben.
Die Wiedemann Brewing Company verblieb bis 1967 im Besitz der Wiedemann-Familie, als sie von der G. Heileman Brewing Company akquiriert wurde. Heute wird Wiedemann-Bier von der Mikrobrauerei Geo. Wiedemann Brewing Company in Newport hergestellt.

## Familie
George Wiedemann heiratete Agnes Rohmann. Das Paar hatte sechs Kinder, darunter zwei Söhne:
- Charles F. (* 16. Juni 1857; † 1928)
- George Jr. (* 1866; † 1901)